# Magosfalva
Magosfalva (románul: Mogoșești-Siret) település Romániában, Moldvában, Iași megyében.

## Fekvése
A Szeret folyó jobb partján, Románvásár és Páskán közt fekvő település.

## Története
Magosfalva nevét 1821-ben említette először oklevél Magoscest néven. Nevét valószínűleg onnan vette, hogy a falu a Szeret fölötti magaslat szélén épült fel. Lakossága magyar volt, mely az 1700-as években a szomszédos magyar falvakból települt át ide. Vallásuk római katolikus volt.
1890-ben 571, 1930-ban 843, 1992-ben 799 lakosa volt Magosfalvának.